# Sławsk (Polska)
Sławsk – wieś w Polsce, położona w województwie wielkopolskim, w powiecie konińskim, w gminie Rzgów.
W latach 1975–1998 miejscowość administracyjnie należała do województwa konińskiego.
We wsi funkcjonuje Szkoła Podstawowa im. Kornela Makuszyńskiego, Koło Gospodyń Wiejskich oraz Ochotnicza Straż Pożarna. 

## Położenie
Sławsk położony jest na lewym brzegu Warty, ok. 8 km na południowy zachód od Konina przy drodze powiatowej nr 3096P Podbiel – Konin.

## Integralne części wsi
| SIMC    | Nazwa        | Rodzaj    |
| ------- | ------------ | --------- |
| 0294131 | Emerytka     | część wsi |
| 0294148 | Nowy Sławsk  | część wsi |
| 0294154 | Ostrów       | część wsi |
| 0294160 | Stary Sławsk | część wsi |

## Historia
W średniowieczu wieś była własnością klasztoru cystersów w Lądzie. Pierwsza wzmianka o istnieniu Sławska pochodzi z 1291 roku. W późniejszych wiekach była własnością szlachecką. W połowie XIX wieku we wsi funkcjonowała fabryka fajansu, założona przez ówczesnego właściciela wsi, architekta, malarza i rzeźbiarza - Jana Wężyk-Rudzkiego.

## Zabytki
- Kościół pod wezwaniem Św. Wawrzyńca w Sławsku
- Zespół dworski w Sławsku, obejmujący dwór z XIX wieku, spichlerz i park.